# Alfréd Haar

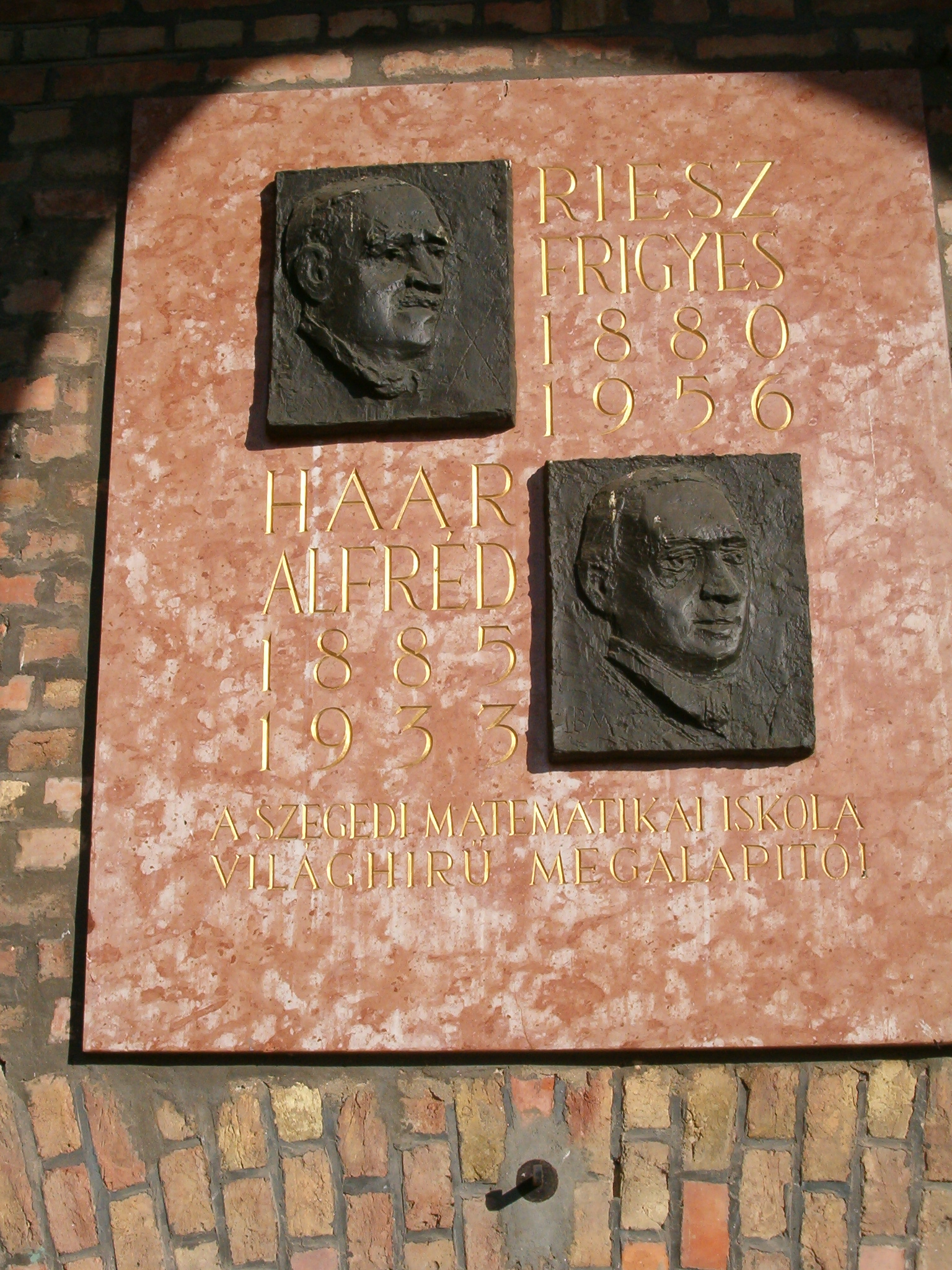
Gedenkplaat in Szeged ter nagedachtenis aan de wiskundigen Alfred Haar en Frigyes Riesz.

Alfréd Haar (11 oktober 1885 - 16 maart 1933) was een wiskundige uit Hongarije.
Haar groeide in Boedapest op, maar vertrok in 1904 naar Göttingen om wiskunde te studeren aan de Georg-August-Universität Göttingen. Hij promoveerde in 1909 onder leiding van David Hilbert waarna hij daar tot 1912 college gaf. Hij begon in 1912 als bijzonder hoogleraar aan de Universiteit van Kolozsvár, in Cluj-Napoca in Roemenië. Door de Eerste Wereldoorlog werd Kolozsvár deel van Roemenië, vastgelegd in het Verdrag van Trianon, en de universiteit verplaatste haar activiteiten naar Szeged. Haar en Frigyes Riesz werden de grondleggers van de faculteit wiskunde van de universiteit van Szeged. Haar begon in 1922 samen met Riesz met het tijdschrift Acta Scientiarum Mathematicarum.
Haar werkte aan partiële differentiaalvergelijkingen, benaderingstheorieën van Tsjebysjev en in het bijzonder aan topologische groepen. De Haar-maat en Haar-wavelet zijn naar hem genoemd. De Haar-maat is de 'vertaling' van de Lebesgue-maat naar lokaal compacte groepen en in de benaderingstheorie is ook de Haar-ruimte naar hem genoemd.

## Werk
- (de)  A Haar. Zur Theorie der orthogonalen Funktionensysteme, 1910. in Mathematische Annalen 69, blz 331-371

## Websites
- MacTutor History of Mathematics archive. Alfréd Haar.